# Liza Helder
Liza Helder (Liza Nerelyn Helder, sinh năm 1989) là một người mẫu và là nữ hoàng sắc đẹp người Aruba, cô đã giành chiến thắng tại cuộc thi Hoa hậu Aruba 2012, sau đó đại diện cho Aruba tại cuộc thi Hoa hậu Hoàn vũ 2012.

## Chỉ định
Liza Helder được bổ nhiệm làm Hoa hậu Hoàn vũ Argentina 2012 sau khi Marinus Wegereef, mua lại bản quyền thương mại và trở thành giám đốc quốc gia mới của tổ chức Hoa hậu Hoàn vũ tại Aruba.

## Hoa hậu Hoàn vũ 2012
Liza Helder đại diện cho Argentina tại cuộc thi Hoa hậu Hoàn vũ 2012 được tổ chức vào ngày 19 tháng 12 năm 2012 tại Las Vegas, Hoa Kỳ nhưng không lọt vào bán kết.